# Hrabstwo Hancock (Ohio)
Hrabstwo Hancock (ang. Hancock County) – hrabstwo w stanie Ohio w Stanach Zjednoczonych. Obszar całkowity hrabstwa obejmuje powierzchnię 533,60 mil2 (1 382,01 km²). Według danych z 2010 r. hrabstwo miało 74 782 mieszkańców. Hrabstwo powstało 1 kwietnia 1820 roku i nosi imię Johna Hancocka - sygnatariusza Deklaracji niepodległości Stanów Zjednoczonych.

## Sąsiednie hrabstwa
- Hrabstwo Wood (północ)
- Hrabstwo Seneca (północny wschód)
- Hrabstwo Wyandot (południowy wschód)
- Hrabstwo Hardin (południe)
- Hrabstwo Allen (południowy zachód)
- Hrabstwo Putnam (zachód)
- Hrabstwo Henry (północny zachód)

## Miasta
- Findlay
- Fostoria

## Wioski
- Arcadia
- Arlington
- Benton Ridge
- Jenera
- McComb
- Mount Blanchard
- Mount Cory
- Rawson
- Van Buren
- Vanlue